# Kurt Sanderling
Kurt Sanderling (ur. 19 września 1912 w Orzyszu, zm. 18 września 2011 w Berlinie) – dyrygent niemiecki pochodzenia żydowskiego, w latach 1935–1960 na emigracji w Związku Radzieckim.

## Życiorys
Po nauce w Królewcu znalazł posadę korepetytora w Miejskiej Operze w Berlinie-Charlottenburgu. Po przejęciu władzy przez Hitlera w roku 1933 został zwolniony z opery i wstąpił do Żydowskiego Związku Kulturalnego (Jüdischer Kulturbund). W roku 1935 został pozbawiony obywatelstwa niemieckiego i, w 1936, wyemigrował do Związku Radzieckiego, gdzie mieszkał jego wuj. Został korepetytorem, później dyrygentem moskiewskiego Radia.
Debiutował w roku 1937 dyrygując „Uprowadzenie z seraju (KV 384)” Mozarta. W latach 1940–1942 był naczelnym dyrygentem Filharmonii Charkowskiej.
Po występie gościnnym z zespołem Filharmonii Leningradzkiej został zaangażowany do tego zespołu wspólnie z Jewgienijem Mrawinskim i sprawował tę funkcję w latach 1942–1960.
W roku 1960 powrócił do Berlina Wschodniego, obejmując kierownictwo Berlińskiej Orkiestry Symfonicznej. Równocześnie w latach 1964–1967 kierował Saksońską Orkiestra Państwową w Dreźnie (Sächsische Staatskapelle Dresden).
Kurt Sanderling był dyrygentem samoukiem. Twierdził, że najlepszą szkołą dyrygentury jest praktyka, nie teoria. Do jego ulubionych kompozytorów należeli Gustav Mahler, Dmitrij Szostakowicz i Johannes Brahms. Z Szostakowiczem łączyła go serdeczna przyjaźń.
Mimo podeszłego wieku nie wycofał się z życia muzycznego. Zmarł 18 września 2011, w przeddzień swych 99. urodzin.
Trzej synowie Sanderlinga zostali muzykami: Thomas i Stefan są dyrygentami, Michael jest wiolonczelistą, ale od kilku lat zajmuje się też dyrygenturą.